# Jean-Thomas Arrighi de Casanova
Jean-Thomas Arrighi de Casanova (Corte, Alta Córcega, 8 de marzo de 1778 - París, 22 de marzo de 1853) fue un general francés de origen corso. Era hijo de Hyacinthe Arrighi, abogado general del rey, diputado suplente de la Convención Nacional, después prefecto de Liamone, y de Marie-Antoinette Benielli, prima hermana de María Letizia Ramolino, madre de Napoleón I. En 1787 fue enviado a la Escuela Militar de reciba, cerca de Meaux, como alumno del rey. En 1793, cuando las escuelas militares fueron suprimidas, fue enviado a la Universidad de Pisa. Cuando volvió en Córcega, marchó a Italia con José Bonaparte, donde fue teniente de una de las compañías de la 75a Brigada.
Después del tratado de Leoben, pasó al estado mayor general como adjunto a los generales ayudantes. Adscrito como secretario de embajada a José Bonaparte, lo siguió en Parma y Roma, donde en diciembre de 1797 fue herido durante la sublevación del general Léonard Duphot. Después participó como adjunto al Estado Mayor en la expedición a Egipto. Después de la batalla de las Pirámides, fue nombrado ayudante de campo del general Louis-Alexandre Berthier, quien lo nombró capitán tras ser herido en la batalla de Salahieh.
Durante la expedición a Siria, fue uno de los primeros en tomar por asalto Jaffa y asistió al asalto de San Juan de Acre de 1799, y entró en la ciudad con el general Larmes. Allí fue herido gravemente de una bala en la carótida, pero se salvó. Recibió un sable de honor y el título de capitán. Entonces fue enviado a Francia, donde participó en la batalla de Marengo como jefe de escuadrón y del 1 º regimiento de dragones, bajo el mando del general Berthier. Fue nombrado coronel y participó en la campaña de Ulm. En la batalla de Wertingen condujo sus tropas a la victoria, capturando seis cañones a pesar de sus heridas. Recibió entonces la Legión de Honor.
Herido en los preliminares de la batalla de Austerlitz, fue nombrado coronel de los Dragones de la Emperatriz (Guardia Imperial) y participó en la Campaña de Prusia. En 1807 fue nombrado general de brigada, y después de la batalla de Friedland Napoleón lo nombró duque de Padua. En 1808 fue enviado a la campaña de España como jefe de los Dragones de la Emperatriz, y participó en los combates contra los ingleses en Benavente.
Cuando volvió a Francia fue puesto al frente de la caballería imperial contra Austria. Fue nombrado general de división en la batalla de Aspern-Essling (25 de mayo de 1809). En la batalla de Wagram luchó al lado derecho para ayudar a Louis Nicolas Davout, príncipe de Eckmulh. Después Napoleón lo nombró inspector general de caballería y con la condecoración del Gran Cordón de la Reunión.
Para la Campaña de Rusia, le fue encargada la organización de 67 cohortes de guardias nacionales con artillería, así como el mando del se tropas entre el Elba y el Somme. Durante la campaña de 1813 fue jefe del 3.er cuerpo de caballería en Metz y defender los márgenes del Rin. Después fue gobernador de Leipzig, que defendió los ataques de Czernischew. En la batalla de Dennewitz detuvo suecos y prusianos y facilitó la retirada de Michel Ney, y también luchó en la batalla de Leipzig contra los cosacos del mariscal Blücher. Tras la Campaña de Francia de 1814 su cuerpo de caballería, diezmado, fue disuelto y encargado de infantería de proteger el mariscal Auguste Frédéric Louis Viesse de Marmont en Treviso. En la toma de París, bajo las órdenes del duque de Ragusa, ocupó los altos de Belleville y Romainville, y fue herido nuevamente.
Durante la abdicación de Napoleón, se mantuvo retirado. Durante los Cien Días le nombró Par de Francia y gobernador de Córcega, donde encontró un fuerte apoyo popular después de la batalla de Waterloo. Durante la Restauración le fueron retirados todos los cargos y honores y proscrito el 24 de julio de 1815. Marchó a la Lombardía, de donde no volvió hasta 1820. Permaneció alejado de la política hasta el 1849, cuando fue elegido diputado bonapartista por Córcega y senador en 1852. Terminó sus días como gobernador del Hotel de los Inválidos. Fue padre de Louis Arrighi de Casanova, ministro del interior de Napoleón III.